# 辽宁广播电视台资讯广播
辽宁广播电视台资讯广播，亦被称作“大连分台”，是辽宁广播电视台在辽宁省大连市设立的一个广播频率，是2005年3月30日经国家广电总局批准设立的中国第一家广播电台分台。

## 主要节目
- 金鱼说话
- 大连青年
- 906欢乐购
- 龙凤呈祥
- 滚子三缺一
- 小新的party
- 广播书场

## 播出频率
- 大连市区：FM90.6MHz
- 大连北部地区：FM90.4MHz
- 沈阳市：FM106.8MHz